# Rejsebureau
Et rejsebureau er en erhvervsvirksomhed, som sælger rejserelaterede produkter og tjenesteydelser, herunder flybilletter, hotelovernatninger, aktiviteter på destinationen, forskellige former for pakkerejser, skræddersyede rejser, busrejser, krydstogtrejser, skirejser m.m. For at opfattes som et rejsebureau i juridisk forstand skal virksomheden arrangere min. 2 af følgende 3 services: transport, indkvartering eller aktiviteter på destinationen.
Et rejsebureau kan fungere som videreformidler af produkter, som udelukkende sælges på vegne af andre (luftfartsselskaber, hoteller, videreforhandling af færdigpakkede rejser, charterrejser, etc.), eller rejsebureauet kan fungere som selvstændig turoperatør, der selv sammensætter de færdige rejser af delkomponenter i henhold til en aftale mellem rejsebureauet (i overensstemmelse med dets funktion som turoperatør) og kunden. Visse rejsebureauer har en særlig afdeling, der betjener erhvervskunder. Rejsebureauer arrangerer oftest ferier udenfor værtslandet, men selskaber som arrangerer f.eks. camping i Danmark opfattes også som rejsebureauer. 
Mest kendt er nok charterrejsebureauerne, såsom Spies Rejser, Tjæreborg Rejser og Skibby Rejser (sammensluttet i MyTravel) og Star Tour. Disse selskaber arrangerer typisk sol- eller skiferier, men også i mindre grad storbyferier. Skal der arrangeres andre typer ferie, f.eks. actionferie, grupperejser, polterabendrejser eller backpacker-ture, findes der også selskaber, som arrangerer dette. Af mere kendte grupperejsebureauer er Kilroy Travels.
En anden form for rejser som bliver mere og mere populært er kør-selv ferie til udlandet. Familien fylder bilen op og kører ned gennem Europa til f.eks. Italien, Frankrig eller Kroatien. En af de største og ældste rejsearrangører af kør-selv ferie er FBC Travel.
| Erhverv og erhvervsliv | Spire Denne artikel om erhverv, erhvervsliv og arbejdsmarked er en spire som bør udbygges. Du er velkommen til at hjælpe Wikipedia ved at udvide den. |

 Der er for få eller ingen kildehenvisninger i denne artikel, hvilket er et problem. Du kan hjælpe ved at angive troværdige kilder til de påstande, som fremføres i artiklen.

 Denne artikel omhandler overvejende eller alene danske forhold. Hjælp gerne med at gøre artiklen mere almen.